# 인디 포크

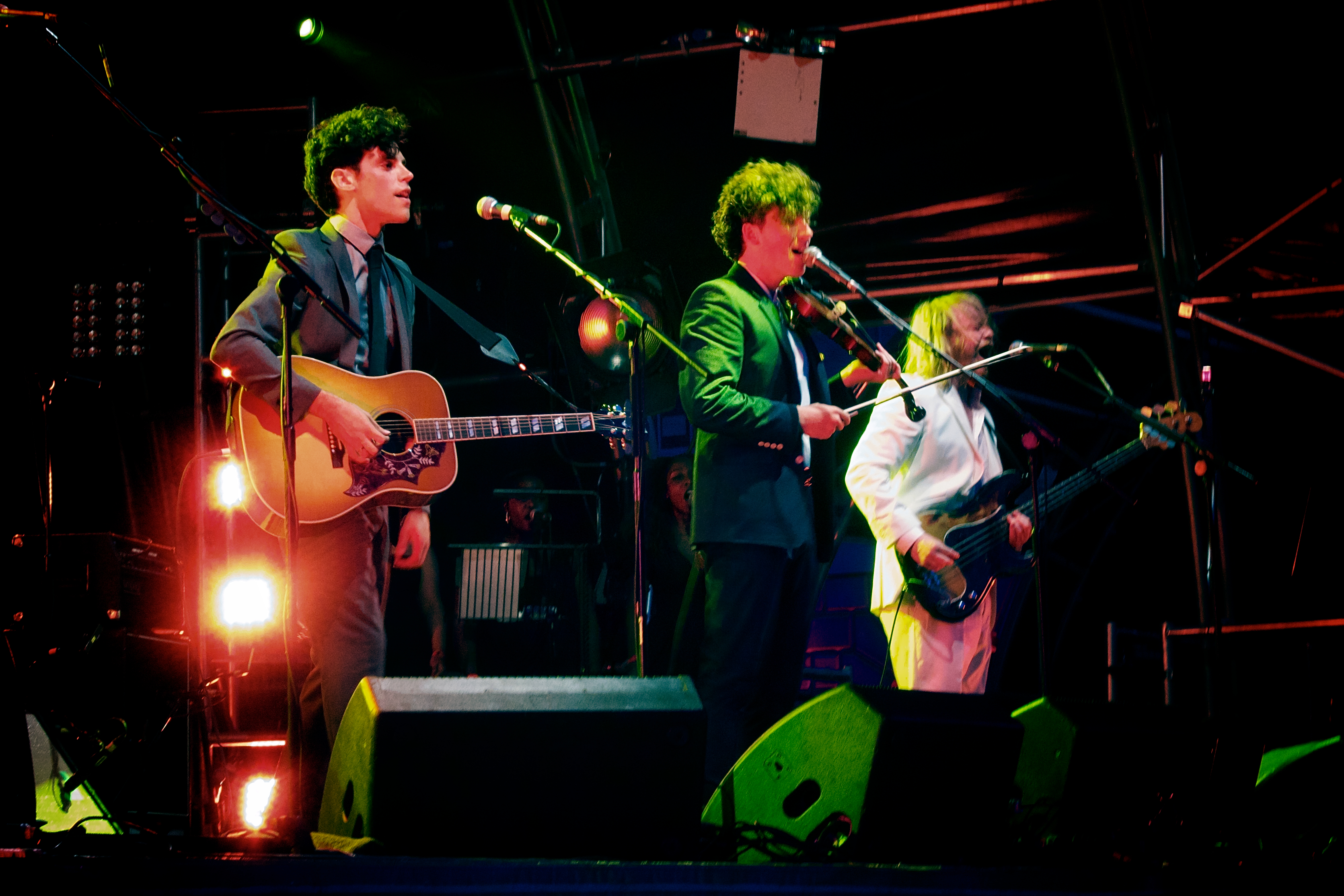

인디 포크(Indie folk)는 인디 록 장르 중 하나이다. 1990년대 후반 미국에서 태어난 것이며, 많은 아티스트는 전통적인 포크송과 현대적인 인디 록 / 포크 록의 영향을 받고있다.